# Upplands runinskrifter 127
Runinskrift U 127 är en runsten som står till vänster om porten till Danderyds kyrka i Danderyds socken och Stockholms län i Uppland. Den är en av de så kallade Jarlabankestenarna. På 1600-talet låg stenen i södra kyrkodörren och fungerade antagligen som en tröskel. Efter en tid blev den inmurad i en vägg i Danderyds kyrka. När stenen senare framtogs ur portalen, slogs den sönder i fyra delar. Ristningen avslöjar att den varit en av Jarlabankes stenar som ingick i hans välkända runstensbro i Täby kyrkby. Ornamentiken består av två runormar som inramar ett kristet stavkors. Ormarna är låst på två ställen med hjärtformade koppel. Runstenen är nu lagad och står sedan 1915 direkt intill kyrkans ingång. 
Den från runor translittererade och översatta inskriften lyder enligt nedan:

## Inskriften
Translitterering av runraden:
× iarla×baki × lit raisa [×] staina × þasa at sik × kuikuan × auk bru þisa karþi × fur ont sina × auk × ain ati tabu ala-
Normalisering till runsvenska:
Iarlabanki let ræisa stæina þessa at sik kvikvan, ok bro þessa gærði fyr and sina, ok æinn atti Tæby alla[n].
Översättning till nusvenska:
Jarlabanke lät resa dessa stenar efter sig, medan han levde, och han gjorde denna bro för sin själ, och han ägde ensam hela Täby.